# Diplokeleba herzogii
Diplokeleba herzogii är en kinesträdsväxtart som beskrevs av Ludwig Radlkofer. Diplokeleba herzogii ingår i släktet Diplokeleba och familjen kinesträdsväxter. Inga underarter finns listade i Catalogue of Life.